# Conall Cremthainne
Conall Cremthainne († vers 480), également nommé Conall Err Breg, est  un  roi irlandais. Il est l'un des fils de  Niall Noigiallach, et l'un des ancêtres de la dynastie des  Uí Néill du Sud.

## Biographie
Conall Cremthainne est réputé avoir été le premier roi d'Uisnech dans le Mide issu des Uí Néill mentionné dans les listes royales du Livre de Leinster. Son surnom  « Cremthainne » implique qu'il aurait été élevé en fosterage parmi les Uí Cremthainn du royaume d'Airgíalla.
Il est probablement la même personne que Conall Gulban, un autre fils de Niall, réputé être le fondateur du Cenél Conaill. La distinction entre les deux personnages est liée à des raisons politiques, du fait de l'antagonisme entre les lignées Uí Néill du nord et du sud au VIIIe siècle. Selon la Vie de Saint Patrick par Tírechán, Patrick bénit Conall et rejette son frère Coirpre mac Néill, ancêtre du Cenél Coirpri, lors d'une rencontre à Tailtiu, l'actuelle Teltown (entre Navan et Kells) dans la province de Meath. Les Chroniques d'Irlande ne relèvent aucune information le concernant à l'exception de l'année de sa mort.

## Postérité
Selon Edel Bhreathnach, il laisse deux fils : Fergus, père et homonyme de Fergus Cerrbél, par lequel il est l'ancêtre du Clan Cholmáin et du Síl nÁedo Sláine ; et Ardgal mac Conaill († 520), réputé être l'ancêtre éponyme du Cenél nArdgail implanté dans le comté de Meath.